# Ramonella mesnili
Ramonella mesnili là một loài ruồi trong họ Tachinidae.